# Karl Georg von Treutler

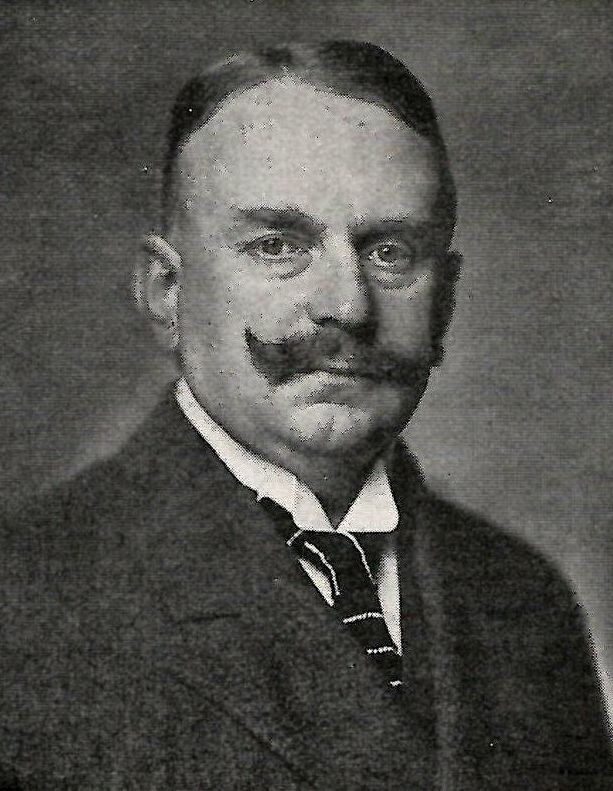
Karl Georg von Treutler, um 1914 fotografiert von Nicola Perscheid

Karl Georg Christoph Richard Hans Joachim von Treutler (* 9. April 1858 in Waldenburg, Landkreis Waldenburg, Provinz Schlesien; † 27. Mai 1933 in Oberbögendorf, Landkreis Schweidnitz, Provinz Niederschlesien) war Jurist, Offizier, Wirklicher Geheimer Rat und Diplomat im Deutschen Reich. Als Vertrauter Kaiser Wilhelms II. wurde er „Die graue Exzellenz“ genannt.

## Leben
Carl Georg von Treutler war der Sohn des preußischen Kriegsgerichtsrates Oswald von Treutler (1827–1887) und seiner Ehefrau Klara Alberti (1834–1924). Seine Schulzeit in Waldenburg schloss er 1877 mit dem Abitur ab und studierte anschließend drei Semester Rechtswissenschaften an den Universitäten in Heidelberg und Leipzig. Während dieser Zeit wurde er im Corps Saxo-Borussia Heidelberg aktiv. Noch während der Studienzeit trat er 1878 in die preußische Armee ein und wurde dort 1880 Kavallerieoffizier im Husaren-Regiment Goetzen. Nach fünf Jahren wurde Treutler zu den Potsdamer Leib-Garde-Husaren versetzt, wo ihn der dortige Regimentskommandeur, der spätere Kaiser Wilhelm II., besonders unterstützte. Ebenfalls im Jahr 1885 legte Treutler in Berlin seine erste juristische Prüfung ab. Ein Sturz vom Pferd beendete 1892 seine Militärlaufbahn. Treutlers Bekanntschaft mit Kaiser Wilhelm II. ermöglichte es ihm, noch im selben Jahr in den diplomatischen Dienst zu wechseln.
Am 11. Juni 1895 heiratete Treutler in Waldenburg die zwanzigjährige Wera Alberti, die Tochter eines Kaufmanns in Pskow. Im Jahr darauf führte ihn sein erster Auslandseinsatz nach Japan, wo am 22. Mai 1896 seine erste Tochter, Sibylle Dorothée Haru, geboren wurde. Offiziell als Legationssekretär deklariert, war er in den ersten Monaten ein getarnter Militärattaché. Nachdem aber der eigentliche Geschäftsträger der Gesandtschaft, Felix Freiherr von Gutschmid, Anfang 1897 aus einem Jahresurlaub nicht zurückkehrte, wurde Treutler ab 3. März desselben Jahres als Geschäftsträger an der deutschen Gesandtschaft eingesetzt. Während seiner Amtszeit setzte er sich nachdrücklich für verbesserte deutsche Investitionen in Japan ein. Dieses Amt übte er bis 29. März 1898 aus und wurde dann durch Graf Casimir von Leyden abgelöst.
Im Jahr 1900 wurde Treutler als Nachfolger des deutschen Geschäftsträgers Emmerich von Arco-Valley in Rio de Janeiro eingesetzt. Neben der Unterstützung deutscher Siedlungen in Brasilien galt von Treutlers Augenmerk hauptsächlich den Wirtschaftsinteressen Deutschlands in diesem Land. Dazu erhielt er ausdrückliche Ermunterungen durch Kaiser Wilhelm II. Am 2. Februar 1902 wurde Treutlers zweite Tochter, Marie Barbara Isabella, in Petrópolis geboren. Sie heiratete später den deutschen Landwirt Karl von Haugwitz (1900–1964). Treutlers dritte Tochter, Brigitte Sylvestra Klara, kam am 31. Dezember 1904 während eines Aufenthaltes in Schlesien zur Welt.
In Brasilien bekleidete Treutler sein Amt bis 1907, als er in die Leitung der deutschen Gesandtschaft nach Norwegen wechselte. Seinen Posten in Brasilien übernahm Franz von Reichenau. Während dieser Zeit nahm Treutler als offizieller Vertreter des Auswärtigen Amtes an zahlreichen Fahrten des „Reisekaisers“ Wilhelm II. teil. In den Jahren von 1910 bis 1911 begleitete er als dessen Vertrauensmann, den Kronprinzen Wilhelm auf seiner Reise nach Indien.
Als Carl Georg von Treutler 1911 die Leitung der preußischen Gesandtschaft in Bayern übernahm, befand er sich wieder in der Nähe des Kaisers Wilhelm II., was auch Treutlers eigenen Ambitionen entsprach. Zum Zeitpunkt des Ausbruchs des Ersten Weltkrieges hatte er als ehemaliger Gardeoffizier wieder eine vergleichsweise starke Position im Großen Hauptquartier inne. In enger Abstimmung mit den Kabinettchefs Moriz von Lyncker, Georg Alexander von Müller und Rudolf von Valentini übte er einen mäßigenden Einfluss auf den Kaiser aus. Denn seine Grundhaltung war in dieser Zeit im Wesentlichen von der Besorgnis um die deutschen Aussichten im Krieg getragen. Damit geriet er aber in einen heftigen Gegensatz zu den Militärs Alfred von Tirpitz und Erich von Falkenhayn. Eine ähnlich zweifelnde Grundhaltung bezog von Treutler auch in diesem Zusammenhang zu den Perspektiven der Monarchie in Deutschland. Hiermit befand er sich in seiner Bewertung auf der Seite des Reichskanzlers Theobald von Bethmann Hollweg und dessen Schwiegersohn Julius Graf von Zech-Burkersroda, der als dessen Privatsekretär fungierte. Zu beiden unterhielt er ein enges Vertrauensverhältnis. Zugleich wurde er aber auch mit seiner Haltung als unangenehmer Mahner dem Kaiser zunehmend lästig und im Juli 1916 gelang es seinen Gegnern, ihn aus dem Großen Hauptquartier zu verdrängen.
Im Jahr 1917 wurde Carl Georg von Treutler Gesandtschaftssekretär in München. Auch von hier aus zeigte er Bemühen, Kaiser Wilhelm II. auf den Ernst der Lage aufmerksam zu machen. Jedoch kam es im Herbst 1918 dann zum endgültigen Bruch dieser früher engen Beziehung. Nach einem ersten Gespräch mit dem neuen bayrischen Ministerpräsident Kurt Eisner trat Treutler demonstrativ seinen Urlaub an und wurde daraufhin zur Disposition gestellt. Ab 1920 wurde er zu Sonderaufgaben im Rahmen der Verhandlungen zur Festsetzung des deutsch-polnischen Grenzverlaufs herangezogen. Mit Hartnäckigkeit erreichte er dabei deutliche Zugeständnisse, lehnte aber 1923 auf Grund seines Gesundheitszustandes eine erneute Reaktivierung ab.
Am 27. Mai 1933 verstarb Carl Georg von Treutler in Oberbögendorf bei Waldenburg.

## Auszeichnungen (Auswahl)
- 1913: Roter Adlerorden II. Klasse mit Eichenlaub und Stern
- 1916: Preußischer Kronenorden I. Klasse

## Schriften
- Karl Georg von Treutler, Karl-Heinz Janßen: Die graue Exzellenz. Zwischen Staatsräson und Vasallentreue. Aus den Papieren des kaiserlichen Gesandten Karl Georg von Treutler. Hrsg.: Karl-Heinz Janßen. Propyläen Verlag, Frankfurt / Berlin / Wien 1971, ISBN 3-549-07273-2.